# フィリョーフスカヤ線
フィリョーフスカヤ線（フィリョーフスカヤせん、ロシア語: Филёвская  ли́ния）はモスクワ地下鉄の路線の一つである。モスクワ地下鉄4号線とも呼ばれる。最初の区間は1935年にモスクワ地下鉄の1号線（ソコーリニチェスカヤ線）の一部区間として開通し、1958年に「4号線」として分離独立した。その後も延伸が続けられ、現在はクンツェフスカヤ駅（Кунцевская）とアレクサンドロフスキー庭園駅（Алекса́ндровский сад）を結ぶ本線と、メジュドゥナロードナヤ駅（Междунаро́дная）とキエフスカヤ駅（Киевская）を結ぶ支線の2路線からなる。なお、2008年には一部区間が3号線（アルバーツコ＝ポクローフスカヤ線）に移管された。総延長距離は14.9km、13の駅がある。

## 駅一覧
- 本線
  - クンツェフスカヤ駅（Кунцевская）
  - ピオネールスカヤ駅（Пионе́рская）
  - フィリョーフスキー公園駅（Филёвский парк）
  - バグラチオノフスカヤ駅（Багратионовская）
  - フィリ駅（Фили）
  - クトゥーゾフスカヤ駅（Кутузовская）
  - ストゥジェンチェスカヤ駅（Студенческая）
  - キエフスカヤ駅（Киевская）
  - スモレンスカヤ駅（Смоленская）
  - アルバーツカヤ駅（Арба́тская）
  - アレクサンドロフスキー庭園駅（Алекса́ндровский сад）

- 支線
  - メジュドゥナロードナヤ駅（Междунаро́дная）
  - ヴィスタヴォチナヤ駅（Выставочная）
  - キエフスカヤ駅（Киевская）

## 開業年次
| 駅                                                                             | 開業年     | 距離    |
| ------------------------------------------------------------------------------ | ---------- | ------- |
| アレクサンドロフスキー庭園駅 - スモレンスカヤ駅                                | 1935-05-15 | 1.7 km  |
| スモレンスカヤ駅 - キエフスカヤ駅                                              | 1937-03-20 | 1.4 km  |
| アレクサンドロフスキー庭園駅 - 革命広場駅                                      | 1938-03-13 | 0.2 km  |
| キエフスカヤ駅 - クトゥーゾフスカヤ駅                                          | 1958-11-07 | 2.3 km  |
| クトゥーゾフスカヤ駅 - フィリ駅                                                | 1959-11-07 | 1.7 km  |
| フィリ駅 - ピオネールスカヤ駅                                                  | 1961-10-13 | 3.5 km  |
| ピオネールスカヤ駅 - マラジョージナヤ駅                                        | 1965-07-05 | 3.8 km  |
| クンツェフスカヤ駅                                                             | 1965-08-31 | N/A     |
| マラジョージナヤ駅 - クリラツコエ駅                                            | 1989-12-31 | 1.9 km  |
| キエフスカヤ駅 - ヴィスタヴォチナヤ駅（支線）                                  | 2005-09-10 | 2.2 km  |
| ヴィスタヴォチナヤ駅 - メジュドゥナロードナヤ駅（支線）                        | 2006-08-30 | 0.5 km  |
| クンツェフスカヤ駅 - クリラツコエ駅 （アルバーツコ＝ポクローフスカヤ線に移管） | 2008-01-02 | −4.3 km |
| 合計                                                                           | 13駅       | 14.9 km |

## 乗換
|    | 接続路線                           | 乗換駅                                                              |
| -- | ---------------------------------- | ------------------------------------------------------------------- |
| 1  | ソコーリニチェスカヤ線             | アレクサンドロフスキー庭園駅                                        |
| 3  | アルバーツコ＝ポクローフスカヤ線   | アルバーツカヤ駅、キエフスカヤ駅、クンツェフスカヤ駅 (対面乗り換え) |
| 5  | 環状線                             | キエフスカヤ駅                                                      |
| 8A | カリーニンスコ＝ソンツェフスカヤ線 | ヴィスタヴォチナヤ駅                                                |